# Bryger
Bryger (銀河旋風ブライガー?, Ginga senpū Buraigā, lett. "Il ciclone della galassia Bryger") è una serie televisiva anime di genere mecha prodotta dalla Toei Animation e trasmessa su TV Tokyo tra il 1981 e il 1982. L'edizione italiana è stata trasmessa su Italia 1 dal 2 luglio al 15 agosto 1984.

## Trama
Siamo nell'anno 2111, nella cintura degli asteroidi è collocata la base segreta dei Cosmo Ranger Jota 9 (J9), un team composto da Izaac, Kid, Boy e la bella Omachi. Usando il gigantesco robot trasformabile Bryger, combattono contro il crimine nelle colonie terrestri del sistema solare. Un malvagio criminale dello spazio che risponde al nome di Kamen Kamen (a capo dell'organizzazione criminale di Nubia) ha un piano per distruggere l'umanità intera. Costui vuole distruggere il pianeta Giove utilizzando delle bombe mega-atomiche, frantumandolo in piccoli pianeti; questo per dimostrare di essere pari a una divinità in grado di realizzare un nuovo sistema solare. Ovviamente l'esplosione di Giove comporta il sacrificio della Terra. Venendo a conoscenza del piano diabolico, alcuni scienziati terrestri facenti parte dell'Unione delle Nazioni decidono anche grazie all'aiuto dei Cosmo Ranger di volerlo impedire. Studiano come contromisura da utilizzare, spostandolo dalla sua orbita, il pianeta Mercurio come scudo.

## Personaggi
Izaac Kodomofu (アイザック・ゴドノフ?, Aizakku Godonofu)
Doppiato da: Kazuyuki Sogabe (ed. originale), Maurizio Reti (ed. italiana)
Detto "Izaac il rasoio" (かみそりアイザック?, Kamisori Aizakku), è il capo del gruppo J9.
Yotaro Kid (木戸丈太郎?, Kido Jōtarō)
Doppiato da: Kaneto Shiozawa (ed. originale), Sergio Mancinelli (ed. italiana)
Detto "Kid la raffica" (ブラスター・キッド?, Burasutā kiddo), è l'esperto di armi da fuoco del gruppo J9. Kid è anche il pilota del Bryger.
Steven Boy (スティーブン・ボウィー?, Sutībun Bowī)
Doppiato da: Katsuji Mori (ed. originale), Riccardo Rossi (ed. italiana)
Conosciuto anche come "Boy lo spericolato" (飛ばし屋ボウィー?, Tobashiya bouī), è un abilissimo pilota dal carattere gioviale. Boy pilota il Bryger in configurazione auto e astronave.
Angel Omachi (マチコ・ヴァレンシア?, Machiko Varenshia)
Doppiata da: Yōko Asagami (ed. originale), Angelina Contaldi (ed. italiana)
Unico membro femminile del gruppo, Omachi è un ex agente governativo conosciuta come "Viso d'angelo" (エンジェルお町?, Enjeru Omachi). Nonostante l'aspetto molto sexy è molto professionale nel suo lavoro.
Poncho (パンチョ・ポンチョ?, Pancho Poncho)
Doppiato da: Jōji Yanami (ed. originale), Renato Montanari (ed. italiana)
Consulente esterno dei Cosmo Ranger, è sempre alla ricerca di nuovi clienti con missioni da proporre ad Izaac. Di carattere micragnoso ma comunque di buon cuore.
Mei (メイ・リン・ホー?, Mei Rin Hō)
Doppiata da: Kazumi Amemiya (ed. originale)
Orfana di entrambi i genitori, assieme al fratello Sin lavora nella base spaziale degli J9 come aiutante.
Sin (シン・リン・ホー?, Shin Rin Hō)
Doppiato da: Kyouko Tonguu (ed. originale), Corrado Conforti (ed. italiana)
Fratello minore di Mei, anche lui è un giovane aiutante dei Cosmo Rangers nella loro base spaziale.
Poyon (ポヨン?)
Doppiato da: Tomiko Suzuki
Un piccolo mostriciattolo che vive nella base spaziale J9.
Comandante Macarone (マカローネ・スパゲチーノ?, Makarōne Supagechīno)
Doppiato da: Sandro Sardone (ed. italiana)
Un comandante della polizia nella cintura degli asteroidi che pattuglia la zona della base segreta degli J9, ed è spesso in
Gratano (グラターノ?, Guratāno)
Fedele assistente di Macarone, è un poliziotto poco sveglio.
Kamen Kamen (カーメン・カーメン?, Kāmen Kāmen)
Doppiato da: Kazumi Tanaka (ed. originale), Giovanni Petrucci (ed. italiana)
È il principale antagonista della serie, malvagio individuo che persegue i suoi loschi piani volti a conquistare il sistema solare. Il suo scopo è portare a termine il progetto Aton, che prevede la distruzione di Giove per costruire trenta pianeti da sottomettere e sfruttare.

## Produzione
Ideato da Yū Yamamoto, con il character design e l'animazione di Kazuo Komatsubara, su disegni originali di Monkey Punch secondo una leggenda metropolitana priva di fondamento nella documentazione ufficiale.

## Edizione italiana
Il doppiaggio italiano è diretto da Aldo Grimaldi presso lo studio CEM, la voce narrante (che nell'edizione originale è di Hidekatsu Shibata) è di Sergio Mancinelli. L'edizione italiana ha, contrariamente alla norma del periodo, una sigla di apertura e una sigla di chiusura diverse tra loro: si tratta di Bryger e  La ballata di Bryger, entrambe cantate da Franco Martin su testi di Salvatore Pinna e musiche di Walter Rodi ed edite su un unico 45 giri dalla Lupus.
La serie è stata trasmessa più volte in Italia sul circuito delle reti locali in particolare Junior TV, Antennatre, Super 3 e 7 Gold. Dal 2009 è stato trasmesso anche sul canale satellitare Cooltoon.
La versione home video è stata pubblicata in VHS nel 1999 dalla Dynamic Italia con il titolo Galaxy Cyclone Bryger.

## Episodi
| Nº | Titolo italiano Giapponese 「Kanji」 - Rōmaji                                       | In onda          | In onda |
| Nº | Titolo italiano Giapponese 「Kanji」 - Rōmaji                                       | Giapponese       |         |
| 1  | Base chiama J9 「情無用のJ9」 - jō muyō no J9                                       | 6 ottobre 1981   |         |
| 2  | La grande sfida 「爆走アステロイド」 - bakusō asuteroido                            | 13 ottobre 1981  |         |
| 3  | Missione su Venere 「地獄のビーナス」 - jigoku no binasu                            | 20 ottobre 1981  |         |
| 4  | Strani attentati 「無法のウエストＪ区」 - muhō no uesuto J ku                       | 27 ottobre 1981  |         |
| 5  | Uno strano cliente 「墓場からの依頼人」 - hakaba karano irainin                     | 3 novembre 1981  |         |
| 6  | Il ritorno di Rosa Rossa 「復讐の紅いバラ」 - fukushū no akai bara                  | 10 novembre 1981 |         |
| 7  | La trappola 「金星監獄大突破」 - kinsei kangoku dai toppa                           | 17 novembre 1981 |         |
| 8  | Operazione Luna 「月に涙の後始末」 - gatsu ni namida no atoshimatsu                 | 24 novembre 1981 |         |
| 9  | Grand Prix su Saturno 「激走・土星ラリー」 - gekisō. dosei rari                     | 1º dicembre 1981 |         |
| 10 | Un triste amore 「霧に消えた愛」 - kiri ni kie ta ai                                | 8 dicembre 1981  |         |
| 11 | Complotto tra le nevi 「燃える大草原」 - moe ru daisōgen                            | 15 dicembre 1981 |         |
| 12 | Il segreto di Mei e Sin 「バルカンの双生児」 - barukan no sōseiji                   | 22 dicembre 1981 |         |
| 13 | Buon Natale, Boy 「黄金大作戦」 - ōgon daisakusen                                   | 29 dicembre 1981 |         |
| 14 | Caccia al ladro 「木星ベムの襲来！」 - mokusei bemu no shūrai!                      | 5 gennaio 1982   |         |
| 15 | Bray Cannon 「シンクロン凶惑星」 - shinkuron kyō wakusei                            | 12 gennaio 1982  |         |
| 16 | Bartazar 「銀河の死美人」 - ginga no shi bijin                                      | 19 gennaio 1982  |         |
| 17 | Il robot Kuga 「怒りのクーガ」 - ikari no kuga                                      | 26 gennaio 1982  |         |
| 18 | Ninna nanna tra le stelle 「星影の子守歌」 - hoshikage no komoriuta                 | 2 febbraio 1982  |         |
| 19 | Colpo grosso su Titano 「襲撃のメロディー」 - shūgeki no merodei                    | 9 febbraio 1982  |         |
| 20 | Il ritorno di Gelin 「蘇った復讐鬼」 - yomigatta fukushūki                          | 16 febbraio 1982 |         |
| 21 | Concerto rock 「誓いのＷネック」 - chikai no W nekku                                | 23 febbraio 1982 |         |
| 22 | Una scelta sbagliata 「暗殺指令ヌビア」 - ansatsushirei nubia                       | 2 marzo 1982     |         |
| 23 | Il presidente di Safura 「ヌビアは笑う」 - nubia ha warau                           | 9 marzo 1982     |         |
| 24 | Il killer dello spazio 「勝手にしやがれ」 - katte nishiyagare                       | 16 marzo 1982    |         |
| 25 | Il pianeta che uccide 「天王星は死の匂い」 - tennōsei ha shino nioi                 | 23 marzo 1982    |         |
| 26 | Un vecchio amico 「もいちどブルース」 - moichido burusu                             | 30 marzo 1982    |         |
| 27 | Un carnevale movimentato 「カルナバルの嵐（前編）」 - karunabaru no arashi (zenpen) | 6 aprile 1982    |         |
| 28 | Carnevale di morte 「カルナバルの嵐（後編）」 - karunabaru no arashi (kōhen)        | 13 aprile 1982   |         |
| 29 | S.O.S. dalla Terra 「たそがれの挑戦者」 - tasogareno chōsensha                      | 20 aprile 1982   |         |
| 30 | Il drago rosso 「殺るのは奴らだ（前編）」 - satsu runoha yatsu rada (zenpen)        | 27 aprile 1982   |         |
| 31 | Ancora drago rosso 「殺るのは奴らだ（後編）」 - satsu runoha yatsu rada (kōhen)     | 4 maggio 1982    |         |
| 32 | Un tragico errore 「祈りの銀河」 - inori no ginga                                   | 11 maggio 1982   |         |
| 33 | Addio, amici! 「金環食に別れ歌」 - kin kan hani wakare uta                          | 18 maggio 1982   |         |
| 34 | Il segreto di Kamen-Kamen 「その名はカーメン」 - sono mei ha kamen                  | 25 maggio 1982   |         |
| 35 | Battaglia su Mercurio 「水星大抗争（前編）」 - suisei dai kōsō (zenpen)             | 1º giugno 1982   |         |
| 36 | La fine di Omega 「水星大抗争（後編）」 - suisei dai kōsō (kōhen)                   | 8 giugno 1982    |         |
| 37 | Il progetto Aton 「木星破壊宣告（前編）」 - mokusei hakai senkoku (zenpen)          | 15 giugno 1982   |         |
| 38 | La barriera difensiva 「アステロイドの攻防（中編）」 - asuteroido no kōbō (chūhen)  | 22 giugno 1982   |         |
| 39 | Addio Jota 9 「ABAYO（あばよ）（後編）」 - ABAYO (abayo)(kōhen)                     | 29 giugno 1982   |         |